# Pistia stratiotes
La lattuga acquatica (Pistia stratiotes L.), è una pianta acquatica natante perenne, tropicale e invasiva, della famiglia delle Aracee, molto utilizzata come pianta ornamentale per acquari e vasche. È l'unica specie nota del genere Pistia.

## Descrizione
È una pianta perenne acquatica e galleggiante che può raggiungere i 20 centimetri di diametro; ha un colore verde chiaro e presenta nervature parallele e in rilievo.
Dal suo stolone centrale partono tutte le foglie, che sono spugnose e ricoperte da una folta peluria costituita da peli intrecciati formanti piccoli "canestri" per trattenere l'aria e per permettere il galleggiamento della pianta e la sua impermeabilità. I fiori, invece, sono disposti in infiorescenza a spadice e risultano poco visibili.
Al di sotto della superficie della pistia si allungano dallo stolone alcune sottili radici scure (ma bianche in età giovanile), da cui partono radichette più sottili che possono raggiungere una lunghezza di 80 centimetri, e che fanno assumere all'apparato radicale un aspetto piumoso.
Tra la primavera e l'estate produce piccoli fiori, che diventano piccole bacche verdi con alcuni semi.

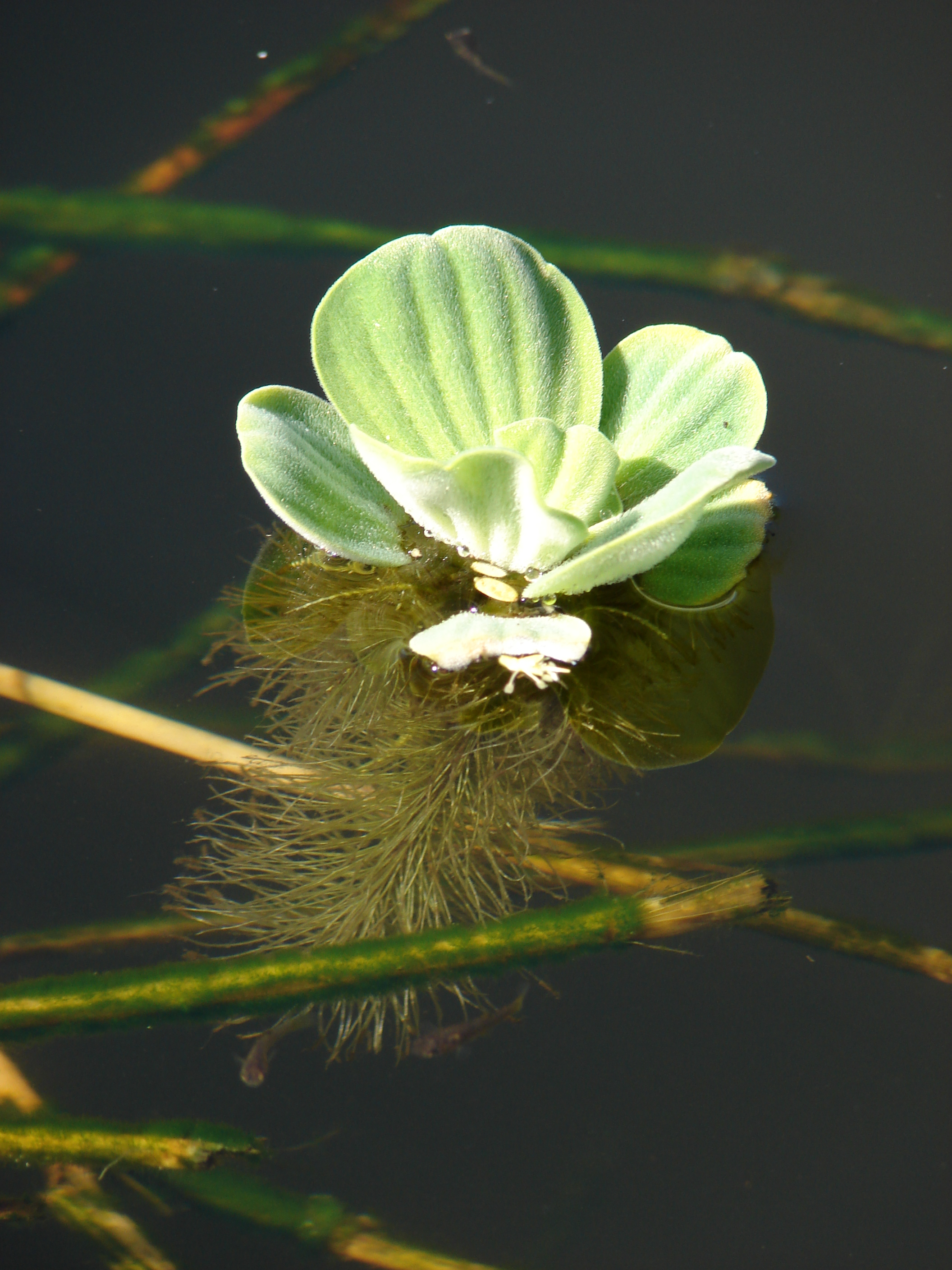
Una giovane pianta
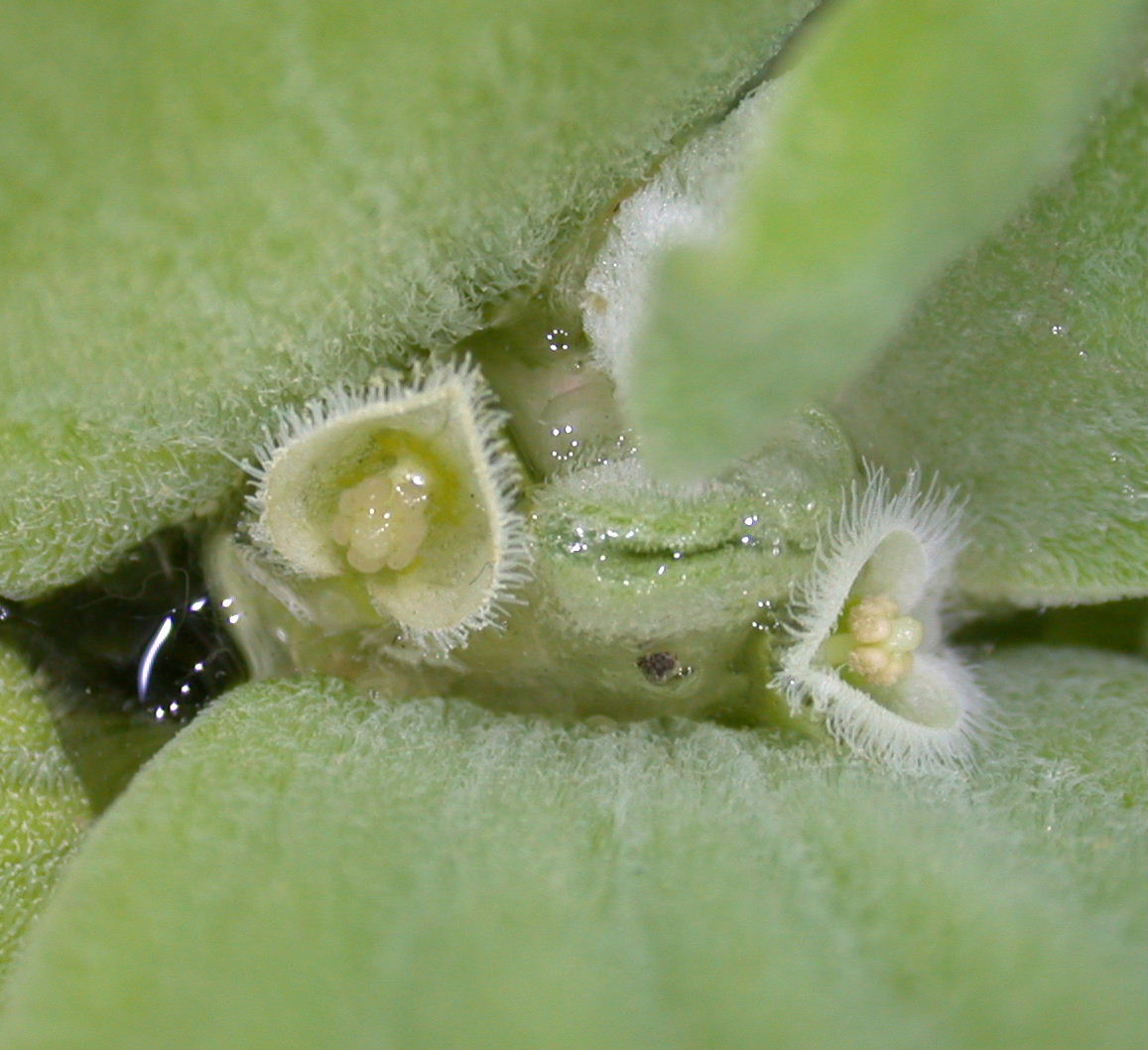
Fiori
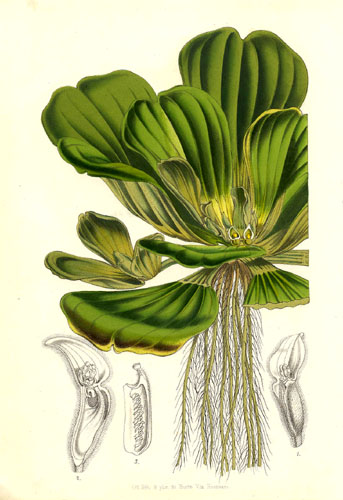
Tavola botanica

## Biologia
Si riproduce tramite piantine figlie che si sviluppano su una radice aerea che parte sempre dallo stolone principale. La riproduzione per semi non è mai stata accertata.
La facilità riproduttiva di Pistia stratiotes permette a questa pianta di colonizzare ogni ambiente acquatico con popolamenti molto densi, che risultano dannosi sia perché ostruiscono i corsi idrici e le infrastrutture come i canali e le pompe, sia perché alterano la vita animale e vegetale dei corsi d'acqua invasi.

## Distribuzione e habitat
I luoghi di origine della Pistia sono le acque dolci di stagni, fiumi e paludi dei territori tropicali e subtropicali di Africa, America, Asia e Oceania. Tuttavia, grazie alle sue caratteristiche di pianta acquatica ornamentale, la lattuga acquatica è stata commercializzata in tutto il mondo come articolo per acquari, vasche e giardini acquatici. Di conseguenza, ha cominciato a crescere in maniera spontanea anche in Europa.
In Italia, la presenza della Pistia è stata registrata in Veneto, Lombardia, Emilia-Romagna, Toscana, Campania. La Campania, in particolare, è stata colonizzata in maniera particolarmente elevata da questa pianta, che si è diffusa nell'intero territorio compreso tra Napoli e Caserta. In seguito a questa segnalazione, Pistia stratiotes è stata inserita nella lista di allerta dell'EPPO.

## Lotta
Sperimentazioni svolte in Stati Uniti, Australia e Sudafrica hanno portato a tecniche di lotta contro la Pistia che oggi sono molto consolidate, e che si dividono in tre tipologie: utilizzo di erbicidi, rimozione meccanica della biomassa e controllo biologico.
- Utilizzo di erbicidi: è la misura più rischiosa, in quanto l'utilizzo di elementi chimici, oltre a neutralizzare la lattuga acquatica, compromette l'equilibrio biologico dei corsi d'acqua.
- Rimozione meccanica della biomassa: si tratta di un rimedio a impatto zero, ma praticabile esclusivamente in piccole superfici. Tuttavia, non risolve il problema in maniera definitiva, in quanto le lattughe acquatiche possono rinascere a partire da eventuali frammenti di stoloni o di radici rimasti nel corso d'acqua.
- Lotta biologica: si tratta principalmente del coleottero curculinoide Neohydronomus affinis e del fungo Sclerotinia sclerotiorum, ovvero degli antagonisti naturali della Pistia stratiotes, che costituiscono il rimedio più efficace[2].

## Acquariofilia
La Pistia viene utilizzata come pianta ornamentale per i laghetti e gli acquari tropicali d'acqua dolce aperti.
In acquario raddoppia il suo areale ogni 3 o 4 settimane, il raccolto periodico di Pistia stratiotes aiuta a mantenere bassi i livelli di composti azotati nell'acquario